# TS抜き
TS抜きチューナーとは、日本の地上デジタル放送やBS/CSデジタル放送等を保存する際、放送データに付与されたコピー制御信号(CCI)に反応しないチューナーのこと。

## 由来
TS抜きという言葉は、日本におけるデジタル放送の形式がMPEG2-TSであることに由来する。語尾のTSを取ってTS抜きと呼ばれるようになった。

## 概要
日本のデジタル放送は無限にコピー（ダビング）されることを防ぐためCCIというコピー制御情報が付加されている。これを付加せずに録画することをTS抜きと言う。TS抜きができるチューナー（以下TS抜きチューナー）を用いて録画した番組は編集やダビング（コピー）にダビング10などが適用されず、自由にこれらのことが可能である。

## 経緯
TS抜きという言葉は、最初のTS抜きチューナー、Friioによって生まれた。このFriioは、まずデジタル放送に用いられる暗号化技術であるMULTI2の復号は通常通り行い、その後CCIをかけず直接ディスクに映像を保存する仕組みであった。しかし、このFriioには当初MULTI2を復号する機能自体はあったものの復号するソフトウェアがなく復号することはできなかった。その後、このMULTI2を復号するソフトウェアが有志により開発され、それをBonDriverと言った。(地上デジタル・フリーオおよびフリーオ BS/CS の形が「凡」に似ていたため"Bon"driverと命名された。)これを皮切りに、様々なメーカーからTS抜きチューナーが発売された。

## 問題

### B-CASカード問題
TS抜きチューナーもMULTI2の復号は通常通り行わなければ映像を取り出すことができないため、一部の例外を除きB-CASカードが必要である。しかしTS抜きチューナーは無限に録画番組のコピーやインターネットへのアップロードができてしまうテレビ業界にとっては不都合なチューナーである。そのため多くのチューナーではB-CASカード（以下カード）は付属していない。これを入手しようとして中古機器購入やカードの紛失を理由に、カードを再発行しようとする事が多いが、これはB-CAS社との契約違反となる。
また、他の不要になった機器からカードを抜き取り使用することや中古のカードをインターネットオークションなどで購入して使用することも契約違反である。そのため事実上TS抜きチューナーを使用すること自体が契約違反となる。
e-better社のDTV02A-1T1S-Uでは、B-CASカードが付属しており、またメーカー提供のアプリケーションによりts抜きではないものの、法的に問題なく地デジ・衛星放送を視聴・録画することができる。また別途にBon-driver(要BDASpecial-IT35 plug-in)・視聴アプリケーションを用いることでts抜きでの視聴・録画が可能である。
B-CASカードを使用せずにTS抜きチューナーで視聴や録画などを行う事ができるソフトウェアも存在する。しかしこれらを使用すると法律に抵触する可能性がある。(該当するfreecasを提供していた未成年の男性は警察に検挙されている。)

## チューナー
TS抜きができるチューナーは各社から発売されており、一般の人でも通常のチューナーと同じくらいの価格で購入できる。
一例としてDigital Devices社の"Max M4"がある。これはISDB-T(日本の地上波放送), ISDB-S(日本の衛星放送)ともに受信できる。
ドライバーやアプリケーションのインストールは簡単ではなく、それなりの知識が必要である。
- チューナーのデバイスドライバ(上記のMax M4の例[6])
- チューナーのBonDriverおよびその設定ファイル

これらを適正に設定できないとアプリケーション・ソフトウェアを使うことができない。

## 参考
- TS抜きとは？MULTI2とCCIの関係【B-CASカード】 2021年1月閲覧